# Opilio canestrinii
Opilio canestrinii – gatunek kosarza z podrzędu Eupnoi, rodziny Phalangiidae i podrodziny Opilioninae. Jeden z czterech gatunków rodzaju Opilio wykazanych w Polsce.

## Morfologia
Długość ciała tych kosarzy wynosi u samców do 6 mm, a u samic dochodzi do 8 mm. Samce są barwy żółtobrązowej do czerwonawej. Samice są jaśniejsze. Nogi samców są czarne z żółtawymi stawami i biodrami, u samic natomiast występują jaśniejsze i ciemniejsze pierścienie. U samic na grzbietowej części ciała znajduje się wzór przypominający siodło, przecięty podłużnym jasnym pasem. 

## Biologia
Prowadzą nocny tryb życia. Za dnia często można je spotkać na ścianach budynków. Osobniki dorosłe występują od czerwca do grudnia.

## Występowanie
Prawdopodobnie ojczyzną gatunku są Włochy, skąd został zawleczony do Europy Środkowej, gdzie wypiera podobnego Opilio parietinus. Występuje również w Polsce.